# Diaxenes andamanicus
Diaxenes andamanicus är en skalbaggsart som beskrevs av Stefan von Breuning 1959. Diaxenes andamanicus ingår i släktet Diaxenes och familjen långhorningar. Inga underarter finns listade i Catalogue of Life.